# Running Man (film, 2025)
Pour les articles homonymes, voir Running Man (homonymie).
Pour plus de détails, voir Fiche technique et Distribution.
Running Man (The Running Man) est un film américano-britannique réalisé par Edgar Wright et dont la sortie est prévue en 2025.
Il s'agit d'une adaptation du roman du même nom de Stephen King, écrit sous le nom de plume de Richard Bachman, publié en 1982 et déjà adapté dans un film du même nom sorti en 1987.

## Synopsis
Dans un futur proche, des femmes et des hommes participent à The Running Man, un “jeu” violent dans lequel les candidats sont pourchassés par des chasseurs à travers le monde. Le survivant remportera une importante somme d'argent.

## Fiche technique
Sauf indication contraire, les informations mentionnées dans cette section peuvent être confirmées par la base de données cinématographiques IMDb,  présente dans la section « Liens externes ».
- Titre français : Running Man
- Titre original : The Running Man
- Réalisation : Edgar Wright
- Scénario : Edgar Wright et Michael Bacall, d'après le roman Running Man de Stephen King
- Photographie : Chung Chung-hoon
- Montage : Paul Machliss
- Production : Audrey Chon, Simon Kinberg, Nira Park et Edgar Wright
- Sociétés de production : Genre Films et Complete Fiction
- Société de distribution : Paramount Pictures
- Budget : N/A
- Pays de production :  États-Unis,  Royaume-Uni
- Langue originale : anglais
- Format : couleur
- Genre : thriller, action, dystopie
- Dates de sortie[2] : Dates sujettes à modification
  - France : 5 novembre 2025[3]
  - États-Unis, Canada, Royaume-Uni : 14 novembre 2025

## Distribution
- Glen Powell : Ben Richards
- Katy O'Brian
- Daniel Ezra
- Karl Glusman
- Josh Brolin : Dan Killian
- Lee Pace : Evan McCone
- Jayme Lawson : Sheila Richards
- Michael Cera : Bradley Throckmorton
- Emilia Jones : Amelia Williams
- William H. Macy
- David Zayas : Richard Manuel
- Sean Hayes
- Colman Domingo : Bobby Thompson

## Production

### Genèse et développement

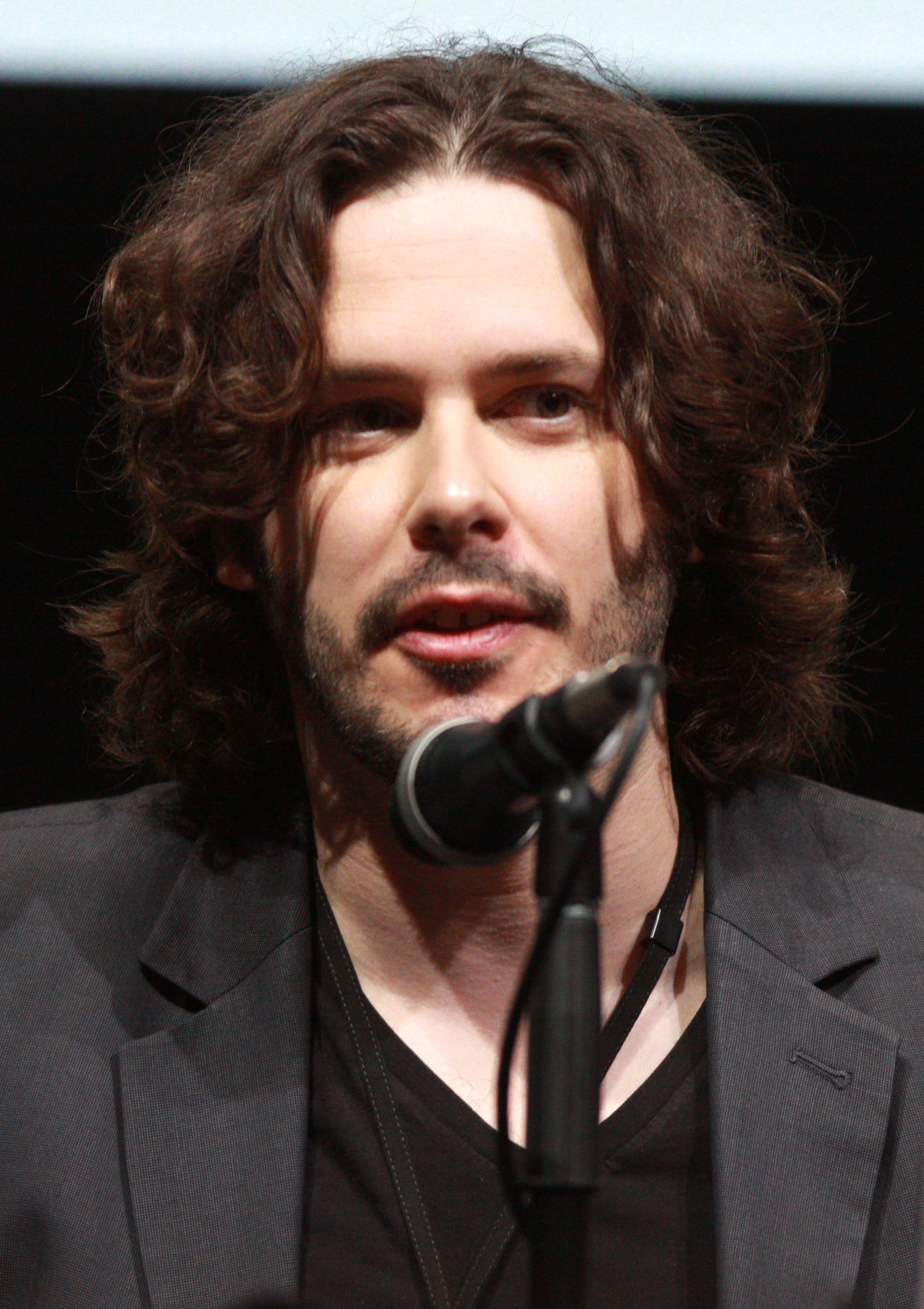
Edgar Wright, le réalisateur du film.

En 2017, Edgar Wright révèle sur son compte Twitter son envie de faire un remake du Running Man (1987), lui-même librement adapté du roman du même nom de Stephen King,. En février 2021, Paramount Pictures annonce qu'un film basé sur le roman est en développement. Edgar Wright est alors annoncé comme réalisateur et développe l'intrigue avec Michael Bacall, qui avait déjà coécrit Scott Pilgrim (2010). Il est alors précisé que le film est une adaptation plus proche du roman d'origine et non un remake du film de Paul Michael Glaser avec Arnold Schwarzenegger. Simon Kinberg et Audrey Chon sont annoncés comme producteurs via la société Genre Films, avec Nira Park et sa société Complete Fiction.

### Attribution des rôles
En avril 2024, Glen Powell est annoncé dans le rôle principal, tenu par Arnold Schwarzenegger dans la première adaptation. D'autres acteurs sont annoncés en octobre,.
En décembre 2024, David Zayas et Sean Hayes rejoignent le film,. En janvier 2025, Colman Domingo est annoncé dans le rôle de Bobby Thompson, présentateur de l'émission The Running Man.

### Tournage
Le tournage débute en Royaume-Uni le 4 novembre 2024,,. Il se déroule notamment à Glasgow.

## Sortie et accueil
La sortie américaine, initialement fixée au 21 novembre 2025, est avancée au 7 novembre 2025, puis décalée au 14 novembre 2025. La sortie en France est prévue pour le 5 novembre 2025.